# Verwaltungsgemeinschaft Vier Berge-Teucherner Land
In der Verwaltungsgemeinschaft Vier Berge-Teucherner Land des Burgenlandkreises in Sachsen-Anhalt waren acht Gemeinden zur Erledigung ihrer Verwaltungsgeschäfte zusammengeschlossen. Der Verwaltungssitz befand sich in der Stadt Teuchern. Am 1. Januar 2011 wurde die Verwaltungsgemeinschaft aufgelöst und aus den ehemaligen Mitgliedsgemeinden die neue Stadt und Einheitsgemeinde Teuchern gebildet.
Die Verwaltungsgemeinschaft wurde am 1. Januar 2005 aus den aufgelösten Verwaltungsgemeinschaften Vier Berge und Teucherner Land gebildet. Am 1. Juli 2007 kam aus der Verwaltungsgemeinschaft Zeitzer Land die Gemeinde Deuben hinzu, die Gemeinde Langendorf wechselte in die Verwaltungsgemeinschaft Weißenfelser Land.
Am 1. Januar 2009 wechselte auch die Gemeinde Leißling in die Verwaltungsgemeinschaft Weißenfelser Land.
Im Zuge der Neubildung der Einheitsgemeinde Stadt Teuchern verlor die Verwaltungsgemeinschaft Vier Berge-Teucherner Land, zum 1. Januar 2011 ihre Eigenständigkeit. Eine Kommunalverfassungsbeschwerde gegen die Zusammenlegung wurde am 16. Juni 2011 zurückgewiesen.

## Ehemalige Mitgliedsgemeinden mit ihren Ortsteilen
- Deuben mit Naundorf und Wildschütz
- Gröben mit Runthal
- Gröbitz
- Krauschwitz mit Kistritz, Kostplatz, Krössuln, Reußen und Zaschendorf
- Nessa mit Dippelsdorf, Kössuln, Obernessa, Unternessa und Wernsdorf
- Prittitz mit Plennschütz und Plotha
- Stadt Teuchern mit Bonau, Lagnitz, Schelkau, Schortau und Vorwerk Lagnitz
- Trebnitz mit Oberschwöditz